# Reforma constitucional argentina de 1949
La reforma constitucional argentina de 1949, también conocida como Constitución de 1949 fue una reforma de la Constitución argentina de 1853 realizada durante la primera presidencia de Juan Domingo Perón (1946-1952). La reforma se incluye dentro de la corriente jurídica mundial del constitucionalismo social y entre sus principales normas incorporó los derechos humanos de segunda generación (laborales y sociales), la igualdad jurídica del hombre y la mujer, los derechos de la niñez y la ancianidad, la autonomía universitaria, la función social de la propiedad, la elección directa del presidente, el vicepresidente, senadores y diputados, y la posibilidad de su reelección.
Un sector de la oposición interpretó que la mayoría con que debía sancionarse la ley declarando la necesidad de reformar la Constitución debía calcularse sobre la totalidad de los miembros del Congreso. El oficialismo sostuvo que debía calcularse sobre los miembros presentes, de la misma forma en que se sancionan las leyes y tal cual como se había hecho en la reforma constitucional argentina de 1866.
Las reformas estuvieron en vigencia hasta el 27 de abril de 1956, cuando fue abolida por "proclama" del dictador Pedro Eugenio Aramburu, en la segunda etapa de la dictadura cívico-militar autodenominada Revolución Libertadora que había derrocado todos los poderes constitucionales el 16 de septiembre de 1955, estableciéndose una nueva pirámide jurídica que colocó como norma suprema a "los fines de la revolución", y subordinada a los mismos, la Constitución Argentina de 1853 con sus reformas de 1860, 1866 y 1898.

## Antecedentes

### El constitucionalismo social y los derechos de segunda generación
En Argentina, el primer antecedente de constitucionalismo social fue la reforma de la Constitución de Santa Fe de 1921, que no fue promulgada por el gobernador radical Enrique Mosca porque la convención había excedido los 90 días que la ley le había otorgado para realizar la reforma. Fue puesta en vigencia en 1932 por el gobernador Luciano Molinas, del Partido Demócrata Progresista, el cual había sido inspirador de gran parte de las reformas de 1921. Tras la intervención federal de 1935, se volvió a la constitución anterior.
Luego de 1930 varias provincias argentinas reformaron sus constituciones para incorporar las nuevas tendencias del constitucionalismo social (San Juan, Entre Ríos, Buenos Aires, etc.) y los reclamos para reformar la Constitución de 1853 fueron cada vez más numerosos. En 1937 la Unión Cívica Radical resolvió que era necesario reformar la Constitución.
En 1931 había aparecido un libro de Rafael Emiliani, titulado Bases para la reforma de la Constitución Argentina. En 1936, Rómulo Amadeo, publicó Hacia una nueva constitución nacional y en 1943, Roberto Podestá escribió Antecedentes y puntos de vista para una revisión constitucional.
Asimismo, otros países latinoamericanos habían sancionado nuevas constituciones con contenido social, como Brasil (1937), Bolivia (1938), y Cuba (1940).
Entre los proyectos de reforma presentados en el Congreso Nacional, se encuentra el que realizara el convencional John William Cooke. 
Precisamente este explica los fundamentos ideológicos sobre la intervención del Estado en la economía que inspirarán la reforma de 1949:

Las enormes concentraciones financieras –resultado fatal de la lucha por las materias primas y los mercados- crearon condiciones en que no pudo cumplirse con ninguno de los supuestos en que se basaba la doctrina económica liberal. Ante el creciente poder de las grandes organizaciones capitalistas, de proyecciones mundiales, fue un mito la libertad, no ya económica sino política. Este estado de cosas –dicen los autores del proyecto- hizo entonces necesaria la intervención del Estado en la vida económica de las naciones, tanto para impedir la explotación de los débiles como para facilitar el desarrollo orgánico y equilibrado de las fuerzas económicas.

La inclusión en 1949 de los derechos sociales o de segunda generación en la Constitución Argentina, fue parte de un movimiento universal llamado constitucionalismo social, iniciado con la sanción de la Constitución de México de 1917, resultado directo de la Revolución mexicana, en Alemania, con la Constitución de la República de Weimar en 1919 y en España la Constitución española de 1931.
La creación de la Organización Internacional del Trabajo (OIT) en 1919, con dirección tripartita de gobiernos, sindicatos y empleadores, y las invocaciones del Preámbulo de su Constitución, de validez mundial, fueron un factor que fortaleció el reclamo de los trabajadores de todo el mundo de incluir los derechos sociales en las constituciones nacionales. Prácticamente todas las constituciones del mundo, reorganizaron sus textos, para recoger los derechos y garantías que caracterizaron al constitucionalismo social y reorganizar el Estado para orientarlo activamente hacia esos fines.
El constitucionalismo social es una consecuencia de la revolución industrial, la aparición de la clase obrera, y su organización en sindicatos y partidos obreros, para reclamar por los derechos específicos del trabajo. El constitucionalismo social y la constitución del estado de bienestar que caracterizó al siglo XX son proceso indisolubles. El derecho del trabajo se constituyó en el eje central del estado de bienestar. En Estados Unidos el proceso fue más conocido como New Deal, término que traducido literalmente significa "Nuevo Pacto", pero que se aproxima más a la idea de nuevo contrato social.
El principio medular del constitucionalismo social es la justicia social, entendida como la necesidad de superar las declaraciones puramente formales de derechos humanos, para otorgar al Estado un rol activo con el fin de garantizar que los derechos constitucionales sean realmente disfrutados por todos los ciudadanos.
El constitucionalismo social excede el campo del derecho laboral para incluir normas económicas, sociales y culturales. Entre las normas económicas, se encuentra la noción de función social de la propiedad, entre las sociales, las garantías específicas sobre vivienda, salud, seguridad social, ancianidad y entre las culturales, la garantía de una educación pública y gratuita.
La Constitución argentina de 1949 se enmarca en un movimiento latinoamericano inspirado en la justicia social. Algunos estudiosos han calificado a esos movimientos como "populismo" por estar relacionados con el pueblo, término cuestionado por otros estudiosos por su significación despectiva o por su generalización eurocéntrica.
Sampay, profesor de Derecho Constitucional de la Universidad de Buenos Aires, se había formado en el radicalismo yrigoyenista y la catolicismo tomista, y venía insistiendo en la necesidad de la reforma constitucional en Argentina desde 1933. Sampay, quien durante la Convención Constituyente presidió la Comisión de Estudio del Anteproyecto de Reformas, había presentado él mismo un anteproyecto que guarda gran similitud con la reforma final. Ha sido autor de libros como "La crisis del Estado democrático liberal burgués" (1942) e "Introducción a la Teoría del Estado" (1951)
Meses antes se realizó un estudio comparativo encargado por Perón al secretario de Asuntos Técnicos de Figuerola, de la Constitución vigente y como anexo del anterior, otro estudio comparativo con distintas constituciones extranjeras, clasificados por tópicos como derechos garantías constitucionales, orden público, previsión y asistencia social, propiedad, régimen económico financiero, régimen familiar, trabajo, enseñanza, régimen presidencial, poder judicial y régimen agrario. Además se incluyeron los 38 anteproyectos de reforma ingresados al Congreso desde el 1903 de diferentes corrientes políticas.

### Reformas constitucionales anteriores
Antes de 1949 la Constitución argentina fue reformada en tres ocasiones: 1860, 1866, 1898. La reforma de 1860 se realizó sin cumplir los procedimientos constitucionales establecidos.
Entre otros debates propuestos por el oficialismo estaban:
- La extensión de los derechos de la ciudadanía: garantizando la libertad de pensamiento, de asociación y de reunión; libertad religiosa; la libre organización sindical libre.
- La transformación en provincia de toda gobernación nacional con más de 80.000 habitantes, junto con la autonomía financiera de la Municipalidad de Buenos Aires.
- Dejar plasmada en la Constitución la nacionalización de los servicios públicos y de las fuentes de energía.

## La ley declarando la necesidad de reforma
La apertura de las sesiones ordinarias del Congreso de la Nación Argentina para el año 1948 tuvo lugar el lunes 18 de mayo, según lo establecido en la Constitución marcó el inicio del período legislativo de ese año, donde se abordaron diversos temas de interés nacional entre ellos  se definió entre las prioridades reformar la Constitución.El anuncio finalmente fue realizado mediante cadena nacional de radio invitando a los diferentes bloques del Congreso a presentar sus propuestas e iniciativas.
El 22 de mayo se acordó un tratamiento parcial de los temas en las sesiones, debatidos durante más de tres meses, tras lo cual durante agosto, en reuniones preparatorias se acordo debatir las propuestas de redacción de la Constitución girada por la comisión redactora.
El 27 de agosto de 1948 el Congreso sancionó la Ley n.º 13.233 declarando la necesidad de la reforma de la Constitución Nacional. El 20 de septiembre se sancionó la Ley 13.262 donde se establece que elección de convencionales constituyentes se efectuaría junto a la de diputados nacionales y electores para senadores. Durante septiembre y hasta mayo del año siguiente se inició un «proceso constituyente» que consistió en campañas de educación cívica y diálogos ciudadanos y luego la entrega de unas bases ciudadanas para la nueva constitución con reuniones en las provincias y en algunos territorios nacionales.

Ese mismo mes la bancada justicialista envió al Congreso Nacional un proyecto para una Nueva Constitución, tras lo cual la mayoría de los partidos políticos firmaron un acuerdo para la redacción de una Nueva Constitución.

### Debate sobre miembros "totales" o "presentes"
Las reglas para la reforma constitucional estaban establecidas en el artículo 30 de la Constitución Nacional vigente que decía:

La Constitución puede reformarse en él todo o en cualquiera de sus partes, pasados diez años desde el día en que la juren los pueblos. La necesidad de reforma debe ser declarada por el Congreso con el voto de dos terceras partes, al menos, de sus miembros; pero no se efectuará sino por una Convención convocada al efecto.

Es decir el sistema de reforma incluía dos pasos:
1. Que el Congreso declare la necesidad de la reforma con una mayoría especial: dos terceras partes de sus miembros
2. Que se elija una Convención Constituyente para que realice la reforma.

Uno de los primeros debates era si el Congreso debía estar reunido en asamblea o cada cámara sesionaba por separado declarando la necesidad de la reforma y si debían especificarse los puntos por reformar, aunque la modificación de la Constitución fuera total.
En este último punto el gobierno acordó en marzo de ese año tras la apertura de sesiones un plan de trabajo conjunto con otros bloques parlamentarios sobre los temas a tratar en una futura reforma constitucional que finalmente tendría lugar a mediados de año, otorgando libertad para realizar nuevas adiciones al plan de reformas acordado.
Respecto a la interpretación del art. 30 de la Constitución de 1853-1860, por sobre como debía calcularse la mayoría de dos terceras partes, ya que el artículo 30 dejaba sin aclarar si es sobre los miembros presentes o totales: 
Una parte de la UCR sostuvo que la mayoría de dos terceras partes del Congreso que estipulaba la Constitución habría que agregar a la frase "de sus miembros" presente en el artículo original la palabra "totales".El peronismo y otros partidos opositores en tanto sostenían que debían seguirse los diversos fallos de la Corte Suprema en dicha cuestión y los antecedentes constitucionales ya que todas las reformas se habían aprobado con los dos tercios de los miembros presentes ya que los constituyentes de 1853 no había colocado la palabra "totales" por tanto no era trabajo de los legisladores modificar la interpretación de la Constitución cambiándole el sentido agregando requisitos que no existían en la original, el planteo de una parte de la UCR no tenía fundamento jurídico, más allá de intentar obturar el debate legislativo. En este punto la UCR se dividió entre el sector balbinista que sostenía la tesis de miembros totales y el sector de Moisés Lebensohn, Julio Oyhanarte que acompañó la tesis de miembros presentes.
La interpretación del art. 30 no había sido nunca puesta en cuestión: las leyes No. 234 de la Confederación de 1860 y No. 171 de 1866, declarando la necesidad de reformar la Constitución de 1860 y 1866, respectivamente, habían sido realizadas con mayoría de dos tercios de "miembros presentes", y no totales. A su vez, la de 1860 fue realizada sin respetar el plazo de diez años establecido y fue aprobada sin debate, a libro cerrado y por aclamación. Nunca se planteó que dichas reformas pudieran ser nulas.
El peronismo sostuvo que la exigencia de la Constitución era de dos tercios de los miembros presentes, tal como se había realizado anteriormente en las reformas constitucionales de 1860 y 1866.amparándose en la jurisprudencia asentada desde 1853.
En la Unión Cívica Radical existían dos posiciones enfrentadas. Por un lado, se encontraba los radicales unionistas -José P. Tamborini, Enrique Mosca, Ernesto Sammartino, etc.-, que sostenían una posición frontalmente antiperonista y proponía un rechazo absoluto, tanto a la reforma constitucional, como a presentarse a elecciones, otro sector donde estaban los radicales intransigentes -Ricardo Balbín, Arturo Frondizi, Moisés Lebensohn, Crisólogo Larralde, Arturo Illia, Amadeo Sabattini, etc.-aún siendo opositores al.justicialismo expresaron un apoyo a las medidas de progreso social y nacionalismo económico. Estos sostuvieron que había que presentarse a elecciones y asistir a las sesiones de la Convención Constituyente para que fuera este organismo el que se pronunciara sobre la cuestión de las mayorías. Finalmente así sucedió: los radicales se presentaron a elecciones y asistieron a la primera sesión ordinaria a plantear el cuestionamiento sobre la mayoría con que se sancionó la ley de convocatoria. Debido a que la Convención votó en contra de la posición sustentada por la UCR, sus convencionales no volvieron a asistir. [cita requerida]Al año siguiente, los diputados radicales juraron por la nueva Constitución y la corriente unionista de la Unión Cívica Radical .
Los radicales argumentaron que la frase «dos terceras partes, al menos, de sus miembros» debía interpretarse literalmente, sin agregar «presentes», y que cuando la Constitución autorizaba el cálculo sobre los «miembros presentes», aclaraba en el texto esa circunstancia. En sentido contrario el peronismo argumentó que la práctica constitucional argentina desmentía la interpretación radical, ya que las leyes 234 y 171, que declararon la necesidad de las reformas constitucionales de 1860 y 1866, tampoco se habían sancionado con la mayoría que estaba sosteniendo la U.C.R. y que nadie nunca había sostenido que eran inválidas. Argumentaron también que si la Constitución no lo decía expresamente, no correspondía asumir que había que computar a todos los parlamentarios. Reunidas las cámaras, se lograron los dos tercios del total. Las deliberaciones en esos casos siguieron su curso y se siguió adelante, se sancionó la convocatoria a la Constituyente y luego se fijó la fecha de las elecciones de convencionales constituyentes, para el 5 de diciembre de 1948.
La diferencia en un caso y otro era pequeña, porque estaba referida a los parlamentarios enfermos o incapacitados para asistir.
Ese fue uno de los argumentos que utilizó Pedro Eugenio Aramburu, segundo dictador de la Revolución Libertadora -originada en el golpe de Estado que derrocó al peronismo-, cuando derogó la reforma de 1949 mediante la proclama militar del 27 de abril de 1956. Pero el texto constitucional de 1949 fue aceptado por el primer dictador del gobierno antiperonista, Eduardo Lonardi, que mantuvo así su vigencia durante siete meses sin que el gobierno militar ni la Corte Suprema cuestionaran su vigencia. Durante la reforma constitucional de 1957 un sector de la UCR y de la izquierda sostendrían la legalidad del texto de 1949.   
El debate entre miembros presentes y totales nunca se resolvió plenamente. La aprobación de dicha norma por dos tercios de los presentes según Bidart Campos cumplimentaba la exigencia propia de una correcta interpretación del artículo 30 de Ley Fundamental, dado que ella no fija en su texto ninguna mayoría especial, aplicando el adagio latino "ubi lex non distiguit, nec nostrum est distínguere" -donde la ley no distingue, tampoco nosotros debemos distinguir-, siendo suficiente para llenar el requisito constitucional la aprobación de los dos tercios del cuórum exigido por el artículo 56. En 1994 el diputado conservador Francisco de Durañona y Vedia elaboró un proyecto de ley estableciendo que para declarar la necesidad de modificar la Constitución bastaban dos tercios de los miembros presentes de las cámaras del Congreso, que llegó a obtener la media sanción del Senado. A su vez la Convención Constituyente de 1994 no hizo cambio ni aclaración alguna al artículo 30.
La Corte Suprema aceptó la legitimidad la Constitución de 1853 y desde 1949, también la legitimidad de la reforma de 1949 y aplicó sus normas en diversos fallos, Al momento de sancionarse la Constitución de 1949, el principal partido opositor, la Unión Cívica Radical, debatió si sus representantes en el Congreso debían jurar sobre la Constitución de 1949, o negarse a hacerlo; cómo proponía  Miguel Ángel Zavala Ortiz. El jefe de la bancada radical, Ricardo Balbín sostuvo que la UCR debía jurar por la Constitución de 1949; la postura de Balbín fue mayoritaria y la totalidad de la bancada radical juró por la Constitución de 1949.
La vigencia de la constitución de 1853 fue criticada por varios sectores incluído opositores, al considerarla un elemento ajeno a la realidad del siglo XX, redactada sin participación ciudadana, y que fue aprobada a libro cerrado tras la batalla de Caseros. Diversos diputados y senadores mantuvieron la necesidad de la redacción de una Nueva Constitución adaptada a los nuevos tiempos.

## Elecciones
En diciembre se realizaron las elecciones nacionales para convencionales, diputados y electores para senadores con la normativa de la Ley Sáenz Peña. En ellas los partidos peronistas obtuvieron 1.725.658 votos (66,79 %), la Unión Cívica Radical (UCR) 767.730 (29,71 %) y el Partido Comunista 83.490 (3,23 %).
En el llamado a elecciones para l Convención Constituyente, el gobierno peronista agrego clausulas para garantizar la representación de cupos femeninos en la misma.

## La Convención Constituyente de 1949

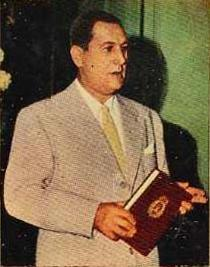
El presidente Juan Domingo Perón con la Constitución Argentina de 1949.

### Integración de la Convención
La Convención Constituyente de 1949 se reunió en Buenos Aires. Comenzó las sesiones preparatorias el 24 de enero de 1949, sancionó el nuevo texto reformado el 11 de marzo y concluyó con el juramento el 16 de marzo de ese año.
Los convencionales constituyentes de 1949 pertenecieron al peronismo, que obtuvo la mayoría, y al radicalismo, que obtuvo la minoría.
Los convencionales de la Unión Cívica Radical (UCR), este grupo estuvo dividido entre un grupo de 25 convencionales tradición más progresista identificados con el sector Yrigoyenista y la Forja se sumaron a las reformas, este sector proponía apoyar al peronismo en el impulso de las reformas socialmente progresistas y económicamente nacionalistas junto a los derechos de la ancianidad si bien formaban un bloque fuerte dentro del radicalismo fueron marginados por el sector balbinista, estos últimos se retiraron de las sesiones.
Como antecedentes en 1931 un libro de Rafael Emiliani, titulado bases para al reforma de la constitución Argentina. En 1936 Romulo Amadeo publicó hacia una nueva constitución nacional y en 1943, Roberto Podesta escribió antecedentes y puntos de vista para una revisión constitucional. Se destacó Arturo Sampay, su principal ideólogo. Arturo Sampay, es considerado un unánimemente como padre de la constitución de 1949. Sampay era profesor de derecho constitucional de la universidad de Buenos Aires. En sus extensas participaciones Sampay insistió en varios conceptos, derivados principalmente de las nociones de "bien común" y "justicia distributiva", de los cuales derivaban derechos como los de los trabajadores, la mujer, la ancianidad, la niñez, la igualdad jurídico de hombres y mujeres, la función social de la propiedad y el rol del Estado en la economía, pero con un sentido complementario y supletorio de la actividad privada. Reclamaba Sampay un Estado interventor pero:
“como poder supletorio e integrador, para afirmar un orden positivo, restituyendo o asegurando al hombre la libertad necesaria a su perfeccionamiento”.
Entre otros participaron los siguientes convencionales:
Peronistas:
- Arturo Sampay, jurista y constitucionalista formado en Universidad Nacional de La Plata, donde fue docente, de formación socialcristiana. Políticamente integró el grupo de radicales yrigoyenistas cercanos a FORJA que en 1946 formó parte de la Unión Cívica Radical Junta Renovadora, uno de los partidos que fundaron el peronismo. Seguidor del pensamiento de Jacques Maritain, luego del golpe de Estado de 1930 que derrocó al presidente constitucional Hipólito Yrigoyen, se convirtió en uno de los principales críticos de la Constitución de 1853. En 1949 él mismo presentó al Partido Justicialista un anteproyecto que guarda gran similitud con la reforma final. Durante la Convención Constituyente presidió la Comisión Revisora de la Constitución y redactó el informe leído a la Convención el 8 de marzo de 1949. Es unánimemente considerado el ideólogo o "padre" de la Constitución de 1949. Fue el autor de libros como La crisis del Estado democrático liberal burgués (1942), Introducción a la Teoría del Estado (1951) y Constitución y Pueblo (1974).[32]

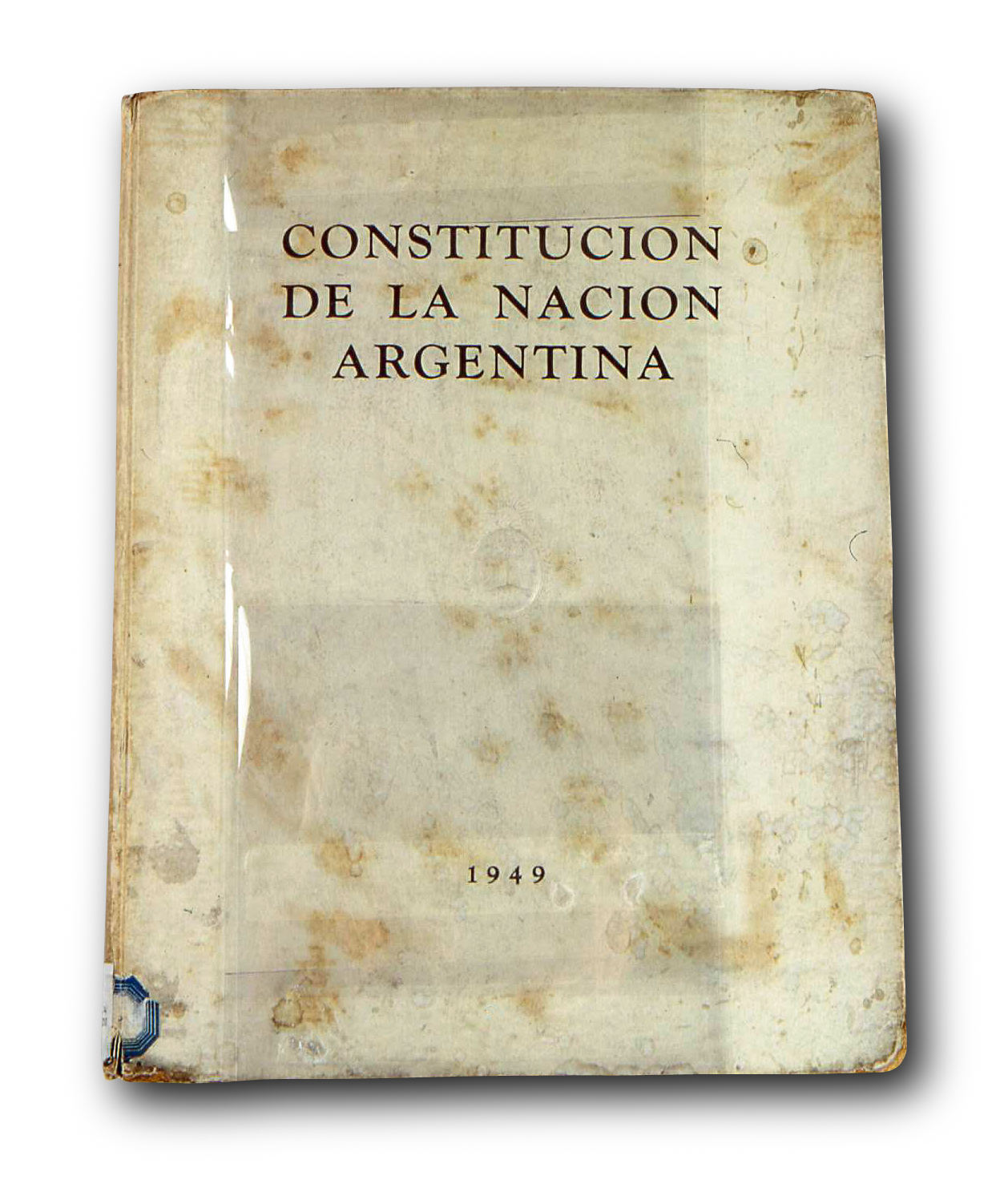
Ejemplar de la Constitución Argentina de 1949 exhibido en el Museo del Bicentenario.

- Domingo Mercante, militar e hijo de un importante dirigente sindical ferroviario socialista y exsecretario de Trabajo, diseñó junto con Perón, la estrategia de alianzas con el movimiento obrero en 1943.
- José Espejo, dirigente sindical, elegido secretario general de la CGT en 1947.
- Ítalo Luder, jurista, profesor de Derecho Constitucional en las universidades de Buenos Aires, Católica, del Litoral y de la Plata, posteriormente fue presidente provisional de la Nación en 1975. Escribió La Jurisprudencia (1951), El Sistema Jurídico de la Ejecución Penal (1959), La Argentina y sus Claves Geopolíticas (1974).
- Pablo A. Ramella (1906-1993). Jurista y constitucionalista sanjuanino, de fuerte formación socialcristiana. Rector de la Universidad Popular de San Juan y decano de la Facultad de Derecho y Ciencias Sociales de la Universidad Católica de Cuyo (1960-1969). Entre 1955 y 1957 fue juzgado y condenado por la dictadura autodenominada Revolución Libertadora, permaneciendo dos años preso. Fue designado miembro de la Corte Suprema de Justicia de la Nación y depuesto por la dictadura que tomó el poder en 1976. Fue autor de uno de los anteproyectos de constitución tenidos en cuenta por el Partido Justicialista para elaborar el proyecto partidario presentado a la convención. Fue autor de libros como Reformas a la Constitución de San Juan (1943), La Estructura del Estado (1946), Derecho Constitucional, (1960), Introducción Elemental al Derecho (1967), El Desarrollo del Derecho Constitucional Argentino (1969), Los derechos humanos (1980), Atentados a la vida (1980), La constitución al alcance de todos (1983).[32]
- Eduardo Colom, director del diario La Época.
- Francisco de Virgilio

Radicales:
- Moisés Lebensohn, político, fue uno de los renovadores de la Unión Cívica Radical, integrando el grupo que realizó la Declaración de Avellaneda y fundó el Movimiento de Intransigencia y Renovación en 1945. Desarrolló un pensamiento nacionalista inspirado en la obra de gobierno de Yrigoyen y adaptado a la construcción de una sociedad industrial y al proceso de sustitución de importaciones.
- Aristóbulo Aráoz de Lamadrid;
- Alfredo D. Calcagno;
- Ramón Lascano.

## Las reformas

### Síntesis
La Constitución Argentina de 1949 fue una constitución incluida en la corriente del constitucionalismo social que incorporó los derechos de los trabajadores (decálogo del trabajador), los derechos de la familia, de la ancianidad, de la educación y cultura;la protección estatal para la ciencia y el arte; la enseñanza primaria obligatoria y gratuita. Además de la igualdad de hombres y mujeres en las relaciones familiares; la autonomía universitaria; la función social de la propiedad; la elección por voto directo para diputados, senadores y presidente; y su reelección inmediata.
Se incorporaron una gran cantidad de derechos y garantías, relacionados con el progreso social y económico. Entre ellos:
El derecho de reunión (art. 26)
la prohibición de discriminar por raza (art. 28)
los derechos del trabajador (art. 37, I)
la igualdad jurídica de hombre y mujer en el matrimonio (art. 37, II)
el bien de familia (art. 37, II)
la patria potestad compartida (art. 37, II)
los derechos de la ancianidad (art. 37, III)
la educación primaria obligatoria y gratuita (art. 37, IV)
la autonomía universitaria (art. 37, IV)
la función social de la propiedad (art. 38)
la estatización del comercio exterior (art. 40)
la nacionalización de los recursos mineros y energéticos (art. 40)
la estatización de los servicios públicos (art. 40)
el voto directo (arts. 42, 47 y 82)

### Agregados al preámbulo
El Preámbulo de la Constitución de la Nación Argentina no tiene carácter normativo, pero siempre se lo ha considerado como un programa político por encima de los partidos.
La Constitución de 1949 incorporó al Preámbulo la siguiente frase:

...la irrevocable decisión de constituir una Nación socialmente justa, económicamente libre y políticamente soberana.

El agregado está relacionado con el reconocimiento de tres principios básicos sobre los que se debe constituir la Nación:
- «Socialmente justa»: se refiere al reconocimiento constitucional del valor de la justicia social. El concepto está relacionado con el reconocimiento del movimiento sindical como uno de los actores sociales protagónicos y de los derechos de los trabajadores como derechos humanos.
- «Económicamente libre»: hace referencia a la idea de independencia económica e indirectamente a los mecanismos de dependencia neocolonial.[13] El concepto está relacionado con la teoría de la dependencia latinoamericana desarrollada en aquella época.
- «Políticamente soberana»: se refiere al concepto clásico de independencia política fortalecido con la noción moderna del derecho de autodeterminación de los pueblos.

### Forma de gobierno y declaraciones políticas
La Constitución de 1949 incorporó dos normas relacionadas con la organización política del país:
- Defensa de la democracia y la Constitución: En el artículo 15 se establecía el principio de que no existe libertad para atentar contra la libertad, la prohibición de formar milicias no estatales y el no reconocimiento de organizaciones que atenten contra la democracia o las libertades de la Constitución. Complementariamente, el artículo 21 ordenó al Congreso sancionar una ley para reprimir penalmente a quienes preconizaran o difundieren métodos o sistemas mediante los cuales, por el empleo de la violencia, se propongan suprimir o cambiar la Constitución o alguno de sus principios básicos; y los artículos 34 y 83, inciso 19, que facultaron al Poder Ejecutivo Nacional a decretar el "estado de prevención y alarma", durante el cual quedaba habilitado para detener personas hasta por 30 días. Ítalo Lúder fundamentaba estas normas en la necesidad de conciliar orden y libertad, denominándola "democracia beligerante".[8]
- Seguridad en los ríos: El artículo 18 limita la libertad de navegación de los ríos interiores del país en aquellos casos en que se pueda afectar "la seguridad o el bienestar nacionales". La libre navegación de los ríos interiores establecida en la Constitución de 1853 fue uno de los puntos claves de las guerras civiles y de los enfrentamientos bélicos con Gran Bretaña y Francia, en la primera mitad del siglo XIX. La reforma tenía como objetivo abrir camino a la represión del contrabando, que se había extendido, y eventualmente establecer derechos de paso.[36]

### Organización de la administración de justicia
También estableció reformas en la administración de justicia:
- Juicio por jurados: La reforma constitucional eliminó el sistema de juicio por jurados que estaba establecido por el artículo 24 de la Constitución de 1853, pero que no se había aplicado hasta el momento; a pesar de la prescripción constitucional, hasta entonces existía un amplio consenso entre especialistas y partidos políticos sobre el hecho de que no era un sistema recomendable para el país. De hecho, cuando en 1955 se restableció la Constitución de 1853, ninguno de los gobiernos que se sucedieron cumplió el mandato. La reforma constitucional de 1994 confirmó la obligación de organizar el sistema judicial argentino mediante el sistema de jurados, y desde el 2004 fue establecido en las provincias de Buenos Aires, Córdoba, Chaco, Entre Ríos, Mendoza, San Juan, Río Negro, Chubut y Neuquén,[37] y en la ciudad de Buenos Aires.[38]
- Fuero militar: En el artículo 29 (anterior 18) se agregó al original que “los militares y las personas que están asimiladas estarán sometidas a la jurisdicción militar en los casos que establezca la ley” y sujeta “ a las personas que incurran en delitos penados por el Código de Justicia Militar y sometidos por la propia ley a los tribunales castrenses”. El convencional Pablo Ramella, reconoció el peligro que suponía la consagración del fuero militar.[39]

La nueva constitución colocaba en centro del orden jurídico a la persona humana y remarcaba las obligaciones del Estado en materia de derechos sociales, lo que incluía un rol activo en el desarrollo económico de la nación y con un papel regulador y distributivo.

### Derechos sociales
La reforma constitucional de 1949 agregó dos capítulos a la primera parte de la constitución. El capítulo III dedicado a los derechos sociales y el capítulo IV dedicado a los derechos económicos.
El capítulo III, titulado «Derechos del trabajador, de la familia, de la ancianidad y de la educación y la cultura», tiene un solo y extenso artículo, el artículo dividido a su vez en cuatro secciones, para especificar los derechos...:
- del trabajo.
- de la familia.
- de la ancianidad.
- de la educación y la cultura.

| Derechos de la mujer |
| La declaración de la igualdad jurídica entre el hombre y la mujer en el matrimonio y la patria potestad, que estableció el artículo 37 de la Constitución de 1949, fue una de sus normas más destacadas, ya que hasta ese momento no se había establecido legalmente. Cuando la Constitución de 1949 fue derogada, la mujer casada en Argentina volvió a tener un estatus inferior durante varias décadas más. Hasta 1968 se la consideró a la mujer casada como una incapaz relativa, similar a un menor de edad, y recién en 1985 se estableció su igualdad jurídica con el hombre frente a la patria potestad de sus hijos. |

La primera sección del artículo 37, fue conocida como Decálogo del Trabajador, y está integrada por 10 incisos, referidos a los derechos a trabajar, a una retribución justa, a la capacitación, a condiciones dignas de trabajo, a la preservación de la salud, al bienestar, a la seguridad social, a la protección de su familia, al mejoramiento económico y a la defensa de los intereses profesionales.
En la convención se discutió si debía incluirse el derecho de huelga en la Constitución. Se opusieron Sampay afirmando que el de huelga era un derecho natural que no necesitaba incorporarse al derecho positivo y el también convencional peronista Hilario Salvo, quien alegó que su inclusión "trae la anarquía y pone en duda de que, en adelante, nuestro país será socialmente justo". El también convencional justicialista Pablo A. Ramella argumentó a favor de la postura de inclusión. La mayoría decidió finalmente no incluir el derecho de huelga en el texto constitucional y sólo posteriormente, en la reforma constitucional de 1957, el derecho de huelga se incorporó como un derecho de los gremios (art. 14 bis).
La segunda sección del artículo 37, dedicada a los derechos de la familia, declaró la igualdad jurídica del hombre y la mujer en el matrimonio y la patria potestad, garantizó el bien de familia que protegía la vivienda única de los juicios por deudas, y estableció una protección especial para la maternidad y la infancia.
La tercera sección del artículo 37, dedicada a los derechos de la ancianidad, es un extenso decálogo de protección integral del anciano.
La cuarta sección del artículo 37, dedicada a la educación y la cultura establece entre otras cosas, la enseñanza primaria gratuita y obligatoria, las escuelas rurales, y la autonomía universitaria.

### Derechos económicos
| El artículo 40 |
| El artículo 40 ha sido considerado por algunos observadores como el centro de la Reforma de 1949 y la causa real de su derogación en 1956. El artículo 40 fue impuesto por el ala de centro-izquierda y sindical del peronismo, resistiendo las presiones de los sectores conservadores, el lobby de las grandes empresas y probablemente del propio Presidente Perón. Estableció en forma operativa: - El monopolio estatal del comercio exterior; - La propiedad inalienable de la Nación sobre las minas y fuentes de energía; - La obligación del Estado de prestar los servicios públicos en forma directa; - Reglas para el cálculo de la indemnización por expropiación de empresas de servicios públicos, debiendo computarse como amortización "los excedentes sobre una ganancia razonable". El artículo 40, de naturaleza básicamente operativa, de hecho estableció una economía capitalista mixta, con una importante intervención del Estado, cuya estructura básica no estaría sujeta a los vaivenes de los cambios de gobierno. |

El Capítulo IV, agregado a la Constitución por la reforma de 1949, se tituló «La función social de la propiedad, el capital y la actividad económica». Tenía tres artículos:
- artículo 38: establece la función social de la propiedad;
- artículo 39: establece que el capital debe estar al servicio del bienestar social;
- artículo 40: establece reglas para la intervención del Estado en la economía.

El artículo 40 generó un conflicto crucial, tanto durante como después de la reforma. Redactado por Sampay, Juan Sábato y Jorge del Río, quienes habían resultado figuras claves en la lucha contra el monopolio privado del servicio eléctrico y la corrupción de las empresas que prestaban el servicio, que desencadenó el llamado Escándalo de la CHADE.
El artículo 40 garantizaba un decisivo control de la economía por parte del Estado, en el área de la energía, los servicios públicos y el comercio exterior, así como en los sectores en los que actuaran monopolios u oligopolios privados. Establecía también un mecanismo para calcular el precio de expropiación de las empresas que administraban servicios públicos, computando a cuenta del mismo «los excedentes sobre una ganancia razonable».
Explicando la razón de ser de su teoría constitucionalista sobre bienes de producción y recursos naturales, Sampay explicaba en una conferencia pronunciada a comienzos de los años 70 que:

Frente a la realidad de las empresas multinacionales y el imperialismo que éstas ejercen sirviéndose del poderío de los Estados altamente desarrollados, el principio de la soberanía promueve y condiciona el progreso esencial del derecho internacional contemporáneo. Lejos pues de ser arcaico, el principio de la soberanía tiene una fuerza decisiva para mantener la paz e impulsar el progreso de los pueblos.
Arturo Sampay

Varios historiadores sostienen que empresas extranjeras realizaron presiones para que el proyectado artículo no fuera incluido en la Constitución, obteniendo incluso que el propio Perón intentara evitar que la Convención Constituyente aprobara el artículo 40, pero que Sampay lo impidió. En algunos casos también se atribuye a ese conflicto, al menos parcialmente, la persecución que el gobierno peronista inició tres años después contra Sampay y que lo llevó al exilio.
Cuando la dictadura militar que derrocó al gobierno constitucional en 1955 «proclamó» la abolición de la Constitución de 1949, Raúl Scalabrini Ortiz en un artículo titulado «El artículo 40 es el bastión de la República», sostuvo que la razón única de la abolición de la llamada Constitución peronista era derogar el artículo 40.
Relata Sampay en su libro Constitución y pueblo que «los partidos políticos de raigambre popular» intentaron reinstalar el artículo 40 durante la Convención Constituyente de 1957 convocada por la dictadura, pero que cuando «la iniciativa logró el apoyo de la mayoría de la comisión redactora... la Convención se disolvió en un santiamén».
El artículo 40 fue tomado como antecedente por Uruguay en 1967 y por Chile en 1971 para establecer reglas sobre expropiación de empresas y nacionalización de servicios públicos.

### Otros derechos y garantías
Adicionalmente, la Convención Constituyente de 1949, estableció otras importantes reformas constitucionales. Entre aquellas referidas a los derechos civiles y políticos, pueden mencionarse la prohibición de discriminar por raza (art. 28), el derecho de habeas corpus (29), y la facultad conferida al presidente de declarar el «estado de prevención y alarma» durante el cual se podría detener ciudadanos hasta por 30 días (art. 34). Entre las reformas referidas al sistema de gobierno, pueden mencionarse el voto directo (arts. 42, 47 y 82) y la reelección ilimitada del presidente (art. 78).[cita requerida]
En 1956 la dictadura cívico-militar dispuso por proclama anular la Constitución y con ella todos los derechos sociales allí establecidos. Poco después en 1958, la dictadura convocó a una convención constituyente realizada con proscripciones políticas, bajo su control e impugnada por varios partidos políticos, que avaló la reposición del texto de 1853, que no trataba sobre los derechos sociales y económicos, la igualdad del hombre y la mujer, la autonomía universitaria y otros derechos allí incluidos. Cuando la convención de 1958 estaba a punto de disolverse, un sector de la misma logró sancionar un artículo, conocido como artículo 14 bis, incluyendo algunos derechos sociales, como el salario mínimo vital y móvil, el seguro de salud, la obligación de proteger legalmente al trabajo, el reconocimiento de los sindicatos, el derecho de huelga, un sistema de previsión social público y el derecho a una vivienda digna.

## Detalle de las reformas
A continuación se realiza una lista de las reformas realizadas por la Convención Constituyente de 1949.

### I. Preámbulo
El Preámbulo de la Constitución de la Nación Argentina no tiene carácter normativo, pero siempre se lo ha considerado como un programa político por encima de los partidos.
La reforma incorporó al Preámbulo la siguiente frase:

...la irrevocable decisión de constituir una Nación socialmente justa, económicamente libre y políticamente soberana.

El agregado está relacionado con el reconocimiento de tres nuevos principios básicos para la Nación:
- «Socialmente justa»: se refiere al reconocimiento de la justicia social. El concepto está relacionado con el reconocimiento del movimiento sindical como uno de los actores sociales protagónicos y de los derechos de los trabajadores como derechos humanos.
- «Económicamente libre»: hace referencia a la idea de independencia económica e indirectamente a los mecanismos de dependencia neocolonial. El concepto está inspirado en la teoría de la dependencia latinoamericana desarrollada en aquella época.
- «Políticamente soberana»: se refiere al concepto clásico de independencia política fortalecido con la noción moderna del derecho de autodeterminación de los pueblos.

### I. Forma de gobierno y declaraciones políticas
- Art. 15. No reconocimiento de organizaciones que atenten contra la democracia o las libertades de la Constitución. Prohibición de milicias no estatales.
- Art. 18. Condiciona la libertad de navegación de los ríos a que la misma no resulte contraria a la seguridad y bienestar nacional.
- Art. 21. Ley especial para reprimir a aquellos que pretendan suprimir la Constitución por la violencia.
- Elimina la referencia que realizaba el art. 24 de la Constitución de 1853 al establecimiento de juicios por jurado, que nunca se ejecutó.

### II. Derechos, deberes y garantías de la libertad personal
- art. 26. Agrega el derecho de reunión.
- art. 28. Prohibición de las diferencias raciales.
- art. 29. Incluye el habeas corpus, la ultraactividad de la ley penal más benigna y el fuero jurisdiccional militar para los militares y los civiles que estén asimiladas o que incurran en delitos penados por el Código de Justicia Militar.
- art. 31. Regula la inmigración y el derecho a nacionalización de los extranjeros.
- art. 34. Establece la facultad del Presidente de declarar el «estado de prevención y alarma», pudiendo detener ciudadanos hasta por 30 días.

### III. Derechos del trabajador, de la familia, de la ancianidad, de la educación y cultura
Artículo. 37
I. Derechos del trabajador
1. Derecho de trabajar
2. Derecho a una retribución justa
3. Derecho a la capacitación
4. Derecho a condiciones dignas de trabajo
5. Derecho a la preservación de la salud
6. Derecho al bienestar
7. Derecho a la seguridad social
8. Derecho a la protección de su familia
9. Derecho al mejoramiento económico
10. Derecho a la defensa de los intereses profesionales

II. Derechos de la familia
1. Igualdad jurídica de los cónyuges y frente a la patria potestad
2. Bien de familia
3. Atención de la madre e hijo a cargo del Estado

III. Derechos de la ancianidad
1. Derecho a la asistencia
2. Derecho a la vivienda
3. Derecho a la alimentación
4. Derecho al vestido
5. Derecho al cuidado de la salud física
6. Derecho al cuidado de la salud moral
7. Derecho al esparcimiento
8. Derecho al trabajo
9. Derecho a la tranquilidad
10. Derecho al respeto

IV. De la educación y la cultura
1. Establece a la familia como la entidad responsable. El Estado y las instituciones de enseñanza colaboran.
2. Enseñanza primaria obligatoria y gratuita. Creación de escuelas rurales.
3. Servicio de orientación profesional
4. Autonomía universitaria. Ubicación de la universidad como centro del desarrollo de las regiones.
5. Protección estatal para la ciencia y el arte. La investigación a cargo de las academias.
6. Becas para todos los niveles
7. Protección estatal del patrimonio cultural de la Nación

### IV. Función social de la propiedad, el capital y la actividad económica
- art. 38. Función social de la propiedad
- art. 39. El capital al servicio del bienestar social.
- art. 40. Actividad económica:

- Facultad del Estado para intervenir en la economía y monopolizar ciertas actividades
- Comercio exterior función irrenunciable del Estado.
- Minerales y fuente de energía, propiedad inalienable de la Nación.
- Servicios públicos, función irrenunciable del Estado.
- Pautas para fijar el precio de las expropiaciones.

### V. Reformas a la Segunda Parte (gobierno)
- Establece la elección por voto directo para diputados, senadores y presidente (arts. 42, 47 y 82).
- Extiende el mandato del diputado de 4 a 6 años (art. 44).
- Acorta el mandato del senador de 9 a 6 años (art. 49).
- El dictado de códigos Aeronáutico, Sanitario y de Derecho Social (art. 68, inciso 11).
- Establece la reelección del presidente, con 6 años de mandato, y puede ser reelegido (art. 78).
- Elimina el tope máximo de 8 ministerios que establecía la Constitución de 1853 en el art. 87.
- Asigna facultades de casación a la Corte Suprema (art. 95).

### Disposiciones transitorias
- (3.ª) Jura: obligatoriedad de jurar cumplir y hacer cumplir por parte de todos los funcionarios públicos.
- (4.ª) Estableció que en el período legislativo de 1950, el Poder Ejecutivo debía solicitar nuevamente el acuerdo del Senado para todos los jueces y embajadores.[48]
- (5.ª) Autorización por única vez a las legislaturas provinciales a reformar las constituciones propias para adaptarlas a la Constitución nacional dentro del plazo de 90 días.
- (6.ª) Caducidad de los mandatos de senadores y diputados y nuevas elecciones para sincronizar sus mandatos.

## Derogación y consecuencias históricas

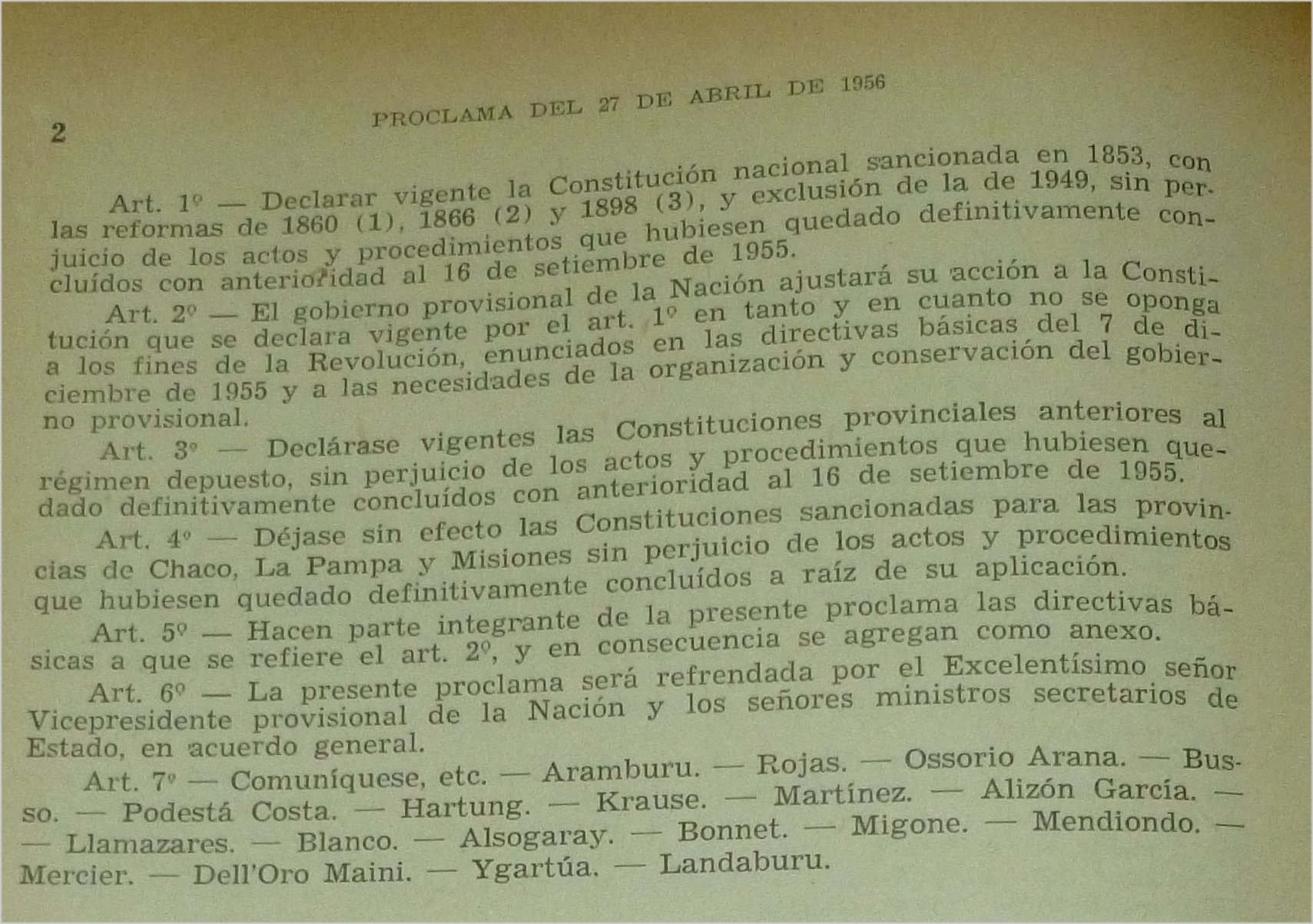
Proclama del 27 de abril de 1956 (parte resolutiva).

Pedro Eugenio Aramburu e Isaac Rojas cumplieron con lo ordenado en el artículo 32 y en la Disposición Transitoria 3a. de la Constitución de 1949, que lo hacía obligatorio para todos los que ejercían "funciones públicas, civiles o militares", y juraron acatar la Constitución reformada.
La Constitución de 1949 tuvo vigencia durante parte de la primera presidencia y la segunda presidencia de Juan Domingo Perón, y parte de la dictadura autodenominada Revolución Libertadora, ya que fue "excluida" por una "proclama" fechada el 27 de abril de 1956, invocando para dictarla el "ejercicio de los poderes revolucionarios", firmada por el dictador Pedro Eugenio Aramburu y otras personas que usurpaban cargos de poder, que también restableció la Constitución Argentina de 1853 con sus reformas de 1860, 1866, 1898. El texto de la parte resolutiva de la proclama militar decía:

PROCLAMA DEL 27 DE ABRIL DE 1956

Visto y considerando:...

Por ello el Gobierno provisional de la Nación Argentina, en ejercicio de sus poderes revolucionarios, proclama con fuerza obligatoria:

Art. 1°: Declarar vigente la Constitución nacional sancionada en 1853... y exclusión de la de 1949.
Art.2°: El gobierno provisional de la Nación ajustará su acción a la Constitución que se declara vigente por el art.1°, en tanto y cuanto no se oponga a los fines de la Revolución...
Art.3°: Decláranse vigentes las Constituciones provinciales anteriores al régimen depuesto...
Art.4°: Déjase sin efecto las Constituciones sancionadas para las provincias de Chaco, La Pampa y Misiones...
Art.5°:...
Art.6°: La presente proclama será refrendada por el Excelentísimo señor Vicepresidente provisional de la Nación y los señores ministros secretarios de Estado en acuerdo general.
Art.7°:... Aramburu. Rojas. Ossorio Arana. Busso. Podestá Costa. Hartung. Krause. Martínez. Alizón García. Llamazares. Blanco. Alsogaray. Bonnet. Migone. Mendiondo. Mercier. Dell’Oro Maini. Ygartúa. Landaburu.

Entre los argumentos de la proclama militar se encontraba el argumento de que la constitución era inválida, porque la decisión del Congreso de considerar necesaria la reforma no había sido tomada por la mayoría de los miembros totales, sino de los presentes.
Pero la "proclama militar" traía serios problemas jurídicos. En primer lugar, porque si se dejaba establecido que para que una reforma constitucional resultara válida se precisaban los dos tercios de los votos totales, entonces quedaban sin validez también a las reformas constitucionales de 1860 y 1866, cuyas leyes declarando la necesidad de las mismas, tampoco fueron sancionadas con esa mayoría.
En segundo lugar, porque no se podía aceptar políticamente que un gobierno militar derogara por proclama una constitución e impusiera otra. Resulta obvio que aún pudiéndose discutir los argumentos a favor y en contra de la mayoría necesaria para que el Congreso declare la necesidad de una reforma constitucional, la ilegalidad de la derogación por proclama y por una dictadura militar resultaba indiscutible.
Finalmente, una vez derogada la Constitución de 1949, se abrió el debate de fondo: ¿Qué sucedería entonces con los derechos sociales y económicos que estaban incluidos en la constitución derogada?
En 1957, el gobierno militar convocó a elecciones para una nueva reforma constitucional, prohibiendo la participación del peronismo. Una parte considerable de las argumentaciones de radicales y socialistas era que, de ese modo podría realizarse una legítima constitución que receptara los derechos sociales y económicos. El peronismo, la Unión Cívica Radical Intransigente (UCRI), el Partido Comunista y otras fuerzas menores argumentaron, que la ilegitimidad de la Convención Constitucional de 1957, era mucho mayor que la que se le imputaba a la de 1949.
La Convención Constituyente de 1957 convalidó la derogación de la Constitución de 1949, y restablecer la Constitución de 1853 con las reformas de 1860, 1866 y 1898. Inmediatamente después la mayoría de los convencionales, principalmente los pertenecientes a la Unión Cívica Radical del Pueblo (UCRP), dieron señales de abandonar la Convención.
En ese momento, los sectores más progresistas de la UCRP, alarmados, presionaron a los convencionales radicales para que, al menos se incluyera una norma constitucional de protección de los trabajadores. En esa encrucijada jugó un rol importante Crisólogo Larralde, presidente de la UCRP. y además el radical históricamente más preocupado por los derechos de los trabajadores. Larralde se trasladó a Santa Fe, donde se reunía la convención reformadora, para garantizar que los radicales asistieran a votar lo que luego fue el artículo 14 bis o artículo 14 nuevo de la Constitución Nacional, que establece los derechos del trabajo.
Inmediatamente después de aprobar el artículo 14 bis, los radicales abandonaron la Convención Constituyente, dejándola sin quorum. Ello impidió discutir las restantes propuestas y poder cerrarla formalmente.
Sobre el final de la Convención Constituyente de 1957, y ya sin quorum, el convencional socialista Alfredo Palacios, pronunciaba las siguientes palabras:

Los que se han ido serán responsables ante el pueblo y ante la historia. Por hoy basta con el repudio de esta Asamblea y de sus propios compañeros; repudio terrible, Señor Presidente.

Otro efecto de la derogación vía decreto de la reforma constitucional de 1949, por la dictadura autodenominada «Revolución Libertadora», fue el restablecimiento del voto indirecto para presidente y senadores. Por dicha razón volvieron a ser realizadas mediante Colegio Electoral las elecciones presidenciales de 1958, de 1963, de 1983 y de 1989.

## Valoraciones y caracterizaciones
La Constitución Argentina de 1949 y su derogación por proclama militar han sido valoradas de muy diversos modos. Numerosos constitucionalistas, juristas, investigadores y políticos argentinos de distintas ideologías han hecho valoraciones positivas y negativas de la Constitución de 1949.
Para Germán Bidart Campos "procuró restaurar la identidad entre la práctica y la constitución escrita, dando un estatuto acorde con la nueva doctrina que defendía el Jefe de Estado".
Dentro de la corriente de valoración negativa de la Constitución Argentina de 1949, Gabriel Negretto la considera como un arquetipo del populismo constitucional en América Latina.
También con una valoración negativa se expresó Luis Oviedo del Partido Obrero, de ideología trosquista, calificándola como "la codificación del nacionalismo burgués", clerical e históricamente ineficaz. Además según la opinión de Oviedo el artículo 32 constituiría una "regimentación ideológica de los trabajadores del Estado".
En sentido contrario el jurista Eugenio Zaffaroni exministro de la Corte Suprema realizó un extenso análisis elogiando la Constitución de 1949 como parte de "un constitucionalismo generoso como proyecto de una humanidad mejor" y critica duramente la violencia desencadenada por la Revolución Libertadora por haberla querido "borrar de la historia. El pecado no consistió en criticarla u objetarla, sino en pretender borrarla. Por primera vez en la historia patria un decreto emitido en función de pretendidos poderes revolucionarios, derogó una Constitución Nacional y Constituciones provinciales, trascendiendo en mucho su sentido meramente fáctico para hacerle adquirir la dimensión de una tentativa de ruptura del tiempo. Otras aberraciones se habían cometido –y no pocas- pero esta trasciende su propio alcance inmediato y proyecta su sombra nefasta sobre las décadas posteriores".
El rector de la Universidad Nacional de Tres de Febrero y político peronista, Eduardo Jozami analiza detalladamente los avances sociales y económicos de la Constitución de 1949, como la función social de la propiedad, la justicia social, la prohibición del abuso de derecho, los derechos del trabajador, de la familia, de la ancianidad, de la educación y de la cultura y cuestiona su anulación "a espaldas del pueblo... por un decreto-ley de 1956 el gobierno de la «Revolución Libertadora» (que) anuló la constitución (que había contado con la aprobación masiva del pueblo) restableciendo la vigencia de la de 1853" y "legalizó la dependencia argentina de los centros internacionales".
Confirmando el contenido progresista de la Constitución de 1949 el jurista y convencional constituyente en 1994 por el Partido Socialista, Guillermo Estévez Boero (1930-2000), pone el acento en la necesidad que la Constitución y el derecho sean democráticos y expresen los intereses del pueblo y no de las minorías representadas por "especialistas en Derecho Constitucional", llamando a los ciudadanos a participar en las reformas constitucionales presentando "proyectos, los sindicatos, las vecinales, que pueden tomar como base la Constitución de 1949, la más avanzada que ha conocido nuestra Patria hasta el presente".
Raúl Scalabrini Ortiz escribió en 1956 un artículo titulado "El artículo 40 es bastión de la República" en el que denunciaba la intención de la dictadura de derogar la Constitución de 1949 y "dejar al país en estado de horda". En ese artículo Scalabrini sostenía que la verdadera razón para que la dictadura derogara la Constitución era el artículo 40, aunque ninguna de sus autoridades mencionara esa razón en sus declaraciones: "el artículo 40 es una verdadera muralla que nos defiende de los avances extranjeros y está entorpeciendo y retardando el planeado avasallamiento y endeudamiento de la economía argentina... Los huevos del tero están en el artículo 40".
El constitucionalista Roberto Lopresti, definió a la Constitución de 1949 como "el más alto instituto jurídico que produjo la representación del pueblo en la Argentina" derogada por un 'coûp de force de la antipatria'";
El jurista Francisco Pestanha considera que "la reforma constitucional de 1949 vino a impulsar un cambio copernicano";
El sociólogo Aritz Recalde considera que la Constitución de 1949 "tradujo en el ordenamiento institucional del país los anhelos de las organizaciones libres del pueblo, que fueron silenciadas y perseguidas por décadas", poniendo también el acento en la decisión totalitaria de la dictadura militar al derogarla por una proclama, desatando en las décadas siguientes una grado de violencia que casi llegó a la "guerra civil" y generó una sociedad con profundas desigualdades.
El constitucionalista Daniel M. Rudi pone el acento en la justicia social al evaluar que "el arsenal de derechos históricos del hombre y de la mujer que trabajan recogido por el Código constitucional de 1949 es un corolario del principio general de Justicia Social".